# Éljen Belarusz! (film)
Éljen Belarusz! (belaruszul: Жыве Беларусь!, lengyelül: Żywie Biełaruś! ) 2012-ben bemutatott lengyel filmdráma, amelyet Krzysztof Łukaszewicz rendezett a belorusz fiatalokról és a demokráciáért folytatott küzdelmükről. A film a belorusz ellenzék egyik aktivistájáról, Franak Vjacsorkáról szól, aki a film forgatókönyvének társszerzője. A film valós események alapján készült.

## Történet
Fehéroroszországot 16 éve a Lukasenka-rezsim irányítja. Miront (23) nem érdekli a politika, szerinte a barátai, akik a demokratikus ellenzék tagjai csak álmodozók. A "független" rockegyüttes következő koncertje azonban nyilvános kormányellenes tüntetéseket indít el. Miron úgy fizet ezekért, hogy szívbetegsége ellenére erőszakkal behívják a hadseregbe. Miron embertelen körülményekkel és a szovjet szellemben lévő indoktrinációval szembesül. Miron tiltakozásul gyönyörű és fáradhatatlan barátnője, Vera támogatásával közzéteszi az interneten az „Egy belorusz újonc élete” nevű blogot. A blog a hadsereget a kortárs Fehéroroszország miniatűrjeként, polgárait pedig „sorkötelesként” ábrázolja, akik informális hierarchiának és indoktrinációnak vannak kitéve, igazi vihart robbantva ki az interneten. Miron a blogból használ fel szövegeket a szatirikus, kormánykritikus dalokban, amelyek utcai slágerekké válnak. A hatóságok úgy döntenek, hogy megütik a lázadót a legérzékenyebb pontján...

## Fesztiválok és díjak
- 11. Brüsszeli Filmfesztivál – Belgium – 19/26 2013. június. A legjobb forgatókönyv díja.[2]
- 38° Gdyniai Filmfesztivál – Lengyelország – 9/14 2013. szeptember. Közönségdíj a Legjobb Filmnek.[3]
- 3° Crime and Punishment Film Festival – Isztambul – Törökország – 9/16 2013. szeptember. Első díj [4]
- 4. Katonai Filmfesztivál – Varsó – 16/21. 2013. szeptember legjobb játékfilm, Golden Sable [5]
- 7. Nemzetközi Filmfesztivál Fiataloknak – Ausztria – 3/5. 2013. október. A zsűri díja és a közönségdíj [6]
- Febiofest – Prága int. FF – Csehország – 14/22 2013. március. Hivatalos Válogatás
- Belorusz Napok STOCKHOLM – Svédország – 19/21 2013. március
- Előadás az Európai Parlamentben – 2013. október 15
- Molodist KIJEV – 19/27 2013. október
- Scanorama – Litvánia - 7/24 2013. november. Hivatalos válogatás
- Camerimage - Lengyelország - 16/23 2013. november. Hivatalos válogatás
- Goa Nemzetközi Filmfesztivál – India – 20/30 2013. november. Hivatalos válogatás
- Tofifest – Lengyelország – 2013. november, Hivatalos Válogatás
- Chicagói lengyel fesztivál - USA - 8/26 2013. november. Hivatalos válogatás
- Lengyel fesztivál Torontóban – Kanada – 2013. november. Hivatalos válogatás
- Noordelijk Fesztivál – Hollandia – 6/10. 2013. november. Hivatalos válogatás
- Camerimage Nemzetközi Filmművészeti Filmfesztivál – Lengyelország – november 16-23. Hivatalos válogatás

## Fordítás
- Ez a szócikk részben vagy egészben  a   Viva Belarus! című angol Wikipédia-szócikk ezen változatának fordításán alapul.  Az eredeti cikk szerkesztőit annak laptörténete sorolja fel. Ez a jelzés csupán a megfogalmazás eredetét és a szerzői jogokat jelzi, nem szolgál a cikkben szereplő információk forrásmegjelöléseként.